# Knochenwald
Knochenwald ist ein deutscher Amateur-Splatterfilm von Regisseur Utz Marius Thomsen. Der Kurzfilm ist der Auftakt zu einer Trilogie um den Mörder Mike Mansfield.

## Handlung
Der Psychopath Mike Mansfield ist aus der Ostsee-Psychiatrie ausgebrochen und hat sich in einen Wald zurückgezogen. Mit Gasmaske und Bundeswehr-Parka lauert er seinen Opfern auf und staffiert sie in einer Holzhütte aus. Als eine Gruppe von Jugendlichen im Wald campen will, tötet er alle nacheinander in grausamer Weise.

## Hintergrund
Der 28-minütige Amateurfilm erschien im Jahr 2000 über Utz Marius Thomsen als Eigenproduktion unter dem Label Nocturnis-Pictures. Nachdem zwei weitere Werke erschienen sind, erwarb das Label Maximum Uncut Productions (MUP) die Rechte an dem Film und brachte ihn zusammen mit seinen beiden Nachfolgern in zwei verschiedenen Editionen inklusive Bonusmaterial als DVD auf den Markt. Dabei handelte es sich auch um die erste Veröffentlichung des Independent-Labels. Im August 2023 wurde der Film von MUP mit einem anderen Cover auf DVD neu aufgelegt. Es handelt sich um eine Hardbox-Variante, die auf 66 Stück limitiert wurde.

## Rezensionen
Der Film richtet sich vor allem an Splatter- und Horrorfans. Eine weitergehende Rezeption außerhalb dieses Rahmens fand nicht statt. Insbesondere der erste Teil entstand als reiner Partyfilm ohne Anspruch oder Niveau und bestand im Prinzip nur an einer Aneinanderreihung von Splatterszenen, die zum auch sehr billig umgesetzt waren. Verglichen wurden die drei Werke mit den frühen Regiearbeiten von Andreas Schnaas.